# 尤伯祥
尤伯祥（1968年8月16日—），台灣律師，長期從事冤獄平反工作。現任司法院大法官與邱和順案辯護律師，曾任蘇建和案、徐自強案辯護律師、臺北市律師公會理事長、台灣法學會理事長以及促進轉型正義委員會兼任委員。

## 生平
尤伯祥出生於屏東縣屏東市，畢業於高雄縣大寮鄉中庄國小、道明中學。1986年曾考進國立臺灣大學醫事技術學系，後於1988年轉學至國立政治大學法律系。
1991年，大學畢業後進入海軍陸戰隊服預官役。1994年考上政大法律系碩士班，選考公法組。1995年通過律師資格考試擔任實習律師，在1999年取得碩士學位後開始執業。
2007年，尤伯祥創立義謙法律事務所。
2018年，尤伯祥兼任促進轉型正義委員會委員，期間負責「平復司法不法」的任務，並任調查林宅血案及陳文成事件之任務小組召集人。

## 爭議

### 林內焚化爐案教唆偽證
2023年5月30號，在尤伯祥獲大法官提名後，士林地檢署檢察官蔡啟文公開指稱，尤伯祥於20年前在前雲林縣長張榮味涉及的林內焚化爐貪污案中，擔任共犯委任律師期間，涉嫌教唆串證。蔡啟文表示，身為該案的起訴檢察官及論告人，他目擊證人持有記錄其他證人證詞的筆記，且證人稱「昨晚律師（尤伯祥）幫我排練」。蔡啟文認為尤伯祥不適任大法官，並批評其近年常以「拯救死刑犯」形象受訪，有掠奪他人功勞之嫌。他並於臉書發文表達對尤伯祥人品的質疑，以及對其被提名為大法官感到不解與失望，強調因大法官職務重要性，不願再保持沉默。蔡啟文亦公開了其所知悉的尤伯祥涉嫌教唆偽證經過。
金門法院前院長康樹正同日亦於個人臉書轉貼發文，直指尤伯祥在林內焚化爐貪污案中「教唆證人偽證」，此案的被告之一為時任雲林縣長張榮味，而康樹正正是該案的審判長。康樹正在貼文中節錄了部分判決書內容，質疑尤伯祥作為辯護律師，在庭審前私下接觸證人，並指出證人於作證時頻繁參閱一本記載有問答內容的筆記本，與一般備忘錄有所不同，且詰問內容與筆記本記載高度雷同，暗示其有串證之嫌。
該判決書內容指出，證人丙○○為被告天○○的配偶。在丙○○出庭作證前，審判長已明確告知其與被告的夫妻關係使其依法享有拒絕作證的權利，但若選擇作證則必須具結保證證詞真實，否則將面臨偽證罪的處罰。儘管如此，丙○○在作證過程中仍不斷查看筆記本，引起承辦檢察官的懷疑，認為該筆記本可能是問答集。經審判長指示交出筆記本檢閱後，確認筆記本上確實記錄了作證內容。證人丙○○聲稱筆記本內容是其事先回想，為避免時間點記憶錯誤而準備。尤伯祥作為被告天○○的辯護人，其說明該筆記本辯護人曾看過，並依律師法負有協助發現真實的義務，「而事先與證人接觸過」，但辯稱並未要求證人將筆記本帶到法庭，而是證人因擔心遺忘自行攜帶。審判長再次向證人確認作證的法律責任後，命其具結並由辯護人進行主詰問。
前雲林縣長蘇治芬也在臉書轉貼並稱「尤伯祥律師被提名為大法官，令人震驚。雲林焚化爐案，他教唆證人偽證。」，立即在法律界引起軒然大波，對尤伯祥的專業倫理及大法官適任性產生質疑。
尤伯祥於同日凌晨在臉書上發文回應。他表示，在接受大法官提名前，已預料到自身過往將受到嚴格檢驗，但未料到會遭遇「惡意的捕風捉影和加上傳述抹黑」。然而，尤伯祥強調，康樹正自己在臉書上引用的判決書內容，實際上已澄清了他的「無辜與清白」。